# Wilson Braga
Wilson Leite Braga (Conceição, 18 de julho de 1931 — João Pessoa, 17 de maio de 2020) foi um advogado, empresário e político brasileiro. Exerceu cargos de deputado estadual, deputado federal, governador da Paraíba, vereador e prefeito de João Pessoa. Passou por várias agremiações partidárias, ARENA, PDS, PFL, PSDB, PMDB, PSB, PDT e PSD.
Antes de entrar na carreira política, foi líder estudantil na década de 1950 com destaque na Casa do Estudante em João Pessoa e representante da UNE na Paraíba quando cursava Direito na Faculdade de Direito da Paraíba — atual UFPB. No ramo empresarial, Wilson Braga detinha o controle de emissoras de rádios no estado, como a Rádio Sanhauá, em João Pessoa, a Cidade FM, de Piancó, e Educadora, de Conceição. Foi também sócio da Difusora de Cajazeiras.

## Biografia
Filho do casal Francisco de Oliveira Braga e Francisca Leite Braga. Seu pai, conhecido como "seu Braga", era comerciante, tabelião e político. Francisco Braga nasceu em Jucás no estado do Ceará e migrou para a Paraíba na década de 1920, passando a residir  na cidade de Conceição, onde foi chefe político por muitos anos. Seu Braga começou a vida como comerciante e tabelião após a revolução de 1930. Ao ingressar na política, exerceu o cargo de prefeito de Conceição por três mandatos. O primeiro mandato, por curto período na década de 1940, o segundo entre 1973 e 1977 e por fim o terceiro mandato, entre 1982 a 1988. Ainda foi prefeito do município de Santana de Mangueira nos anos 1970 e foi candidato a deputado estadual em 1950, mas não conseguiu eleger-se, ficando na suplência. Sua mãe Francisca Leite, carinhosamente chamada de Calula Leite, era da tradicional família Leite com forte tradição política no Vale do Piancó.
Wilson Braga iniciou seus estudos primeiramente em Conceição e posteriormente na cidade de Patos no Colégio Diocesano. Depois, seguiu seus estudos em João Pessoa, onde passou a residir na Casa do Estudante, chegando a ser presidente daquela instituição responsável por acolher estudantes do interior do estado. Nos anos 1950, presta vestibular para o curso de Direito e forma-se bacharel em Ciências Jurídicas e Sociais pela Faculdade de Direito da Paraíba, atual UFPB. Neste mesmo período, Wilson tornou-se líder estudantil e representante da União Nacional dos Estudantes, participando da inauguração da UFPB na companhia do então governador José Américo de Almeida. Foi casado com a ex-deputada Lúcia Braga, com quem tem teve três filhos: Marcelo, Patrícia e Marianna. Teve como irmãos a ex-deputada estadual e ex-prefeita de Conceição Vani Braga, deputada estadual por três mandatos, o médico e ex-prefeito de Conceição Walter Leite Braga, e Nice Leite Braga Pegado (mãe de Alexandre Braga, que também foi prefeito do município).

## Carreira política
Político tradicional do estado da Paraíba, Wilson Braga ocupou cargos do Executivo e Legislativo, em nível municipal, estadual e federal:
- Deputado estadual (1955-1967 e 2011-2015)
- Deputado federal (1967-1982, 1995-1999, 1999-2003 e 2007-2011)
- Vereador de João Pessoa (1993-1994)
- Governador da Paraíba (1983-1986)
- Prefeito de João Pessoa (1989-1990)

### Governador da Paraíba (1983–1986)
No ano de 1982, em plena Ditadura Militar no Brasil e depois de vários anos como parlamentar federal, Wilson Braga, então filiado ao extinto PDS,  candidatou-se a governador da Paraíba sendo assim eleito para ocupar o Palácio da Redenção com 509 855 (58,48%) contra 358 146 (41,08%) do candidato derrotado Antônio Mariz, do PMDB.
Em 15 de março de 1983, tomou posse no governo. Seu mandato como governador foi marcado por obras importantes, com destaque para o 'Projeto Canaã', criado para resolver o problema da seca e da falta d'água em vários municípios paraibanos com a construção de mais de 50 açudes e barragens, sendo o seu governo pioneiro dentro do estado da Paraíba.
Foi responsável por outras obras importantes como a construção dos bairros Mangabeira e Valentina Figueiredo (ambos em João Pessoa); Mário Andreazza, em Bayeux e Malvinas, em Campina Grande, dentre outros. Também construiu o Teatro Iracles Pires e o estádio Perpétuo Corrêa Lima em Cajazeiras,  vários km de estradas e os terminais rodoviários de Campina Grande, Guarabira e Cajazeiras.
Renunciou ao Palácio da Redenção em 14 de maio de 1986, junto com o seu vice José Carlos da Silva Júnior para concorrer ao Senado Federal do Brasil sendo assim substituído por Milton Bezerra Cabral eleito bionicamente pela Assembleia Legislativa da Paraíba, em virtude da vacância do cargo.
Apesar do favoritismo inicial na disputa para o senado, Braga acabou sendo surpreendentemente derrotado pelos dois candidatos do PMDB à senador, Raimundo Lira e Humberto Lucena, que obtiveram, respectivamente, 615 533 votos (29,97%) e 607.266 votos (29,57%) contra seus 388 878 votos (18,94%). Na eleição para governador, também sofreu grande revés ao não conseguir eleger o seu candidato Marcondes Gadelha, derrotado por Tarcísio Burity.
Sem mandato e então filiado ao PFL, Wilson Braga candidatou-se a prefeitura de João Pessoa em 1988, se elegendo assim prefeito da capital paraibana com a votação de 77 377 (52,35%).

### Derrotas em 1990 e 2002
Em 1990, Wilson Braga (na época filiado ao PDT) renunciou à prefeitura de João Pessoa para a disputa ao governo do estado da Paraíba e é substituído pelo vice-prefeito Carlos Mangueira. Favorito nas pesquisas, Braga teve como principal adversário o ex-prefeito de Campina Grande Ronaldo Cunha Lima (PMDB). Numa disputa acirrada, Braga e Cunha Lima foram ao segundo turno com vitória deste último, que obteve 704 375 votos (55,19%) contra 571 802 votos (44,81%) favoráveis a Wilson Braga, Cunha Lima foi eleito governador para o mandato 1991-1994, porém não chegou a concluí-lo.
Para não ficar sem mandato durante esse período, Braga candidatou-se a vereador de João Pessoa em 1992, sendo o mais votado com 6 068 votos. Na Câmara Municipal, chegou a ocupar a presidência da casa. Foi cotado para disputar novamente o governo da Paraíba em 1994, porém optou em colocar sua esposa Lúcia Braga para concorrer ao cargo, Elegeu-se deputado federal em 1994, sendo reeleito em 1998. Até que em 2002, então filiado novamente ao PFL, concorreu ao senado federal numa chapa com Efraim Morais (do mesmo partido), que também disputava o senado e Cássio Cunha Lima (PSDB), que concorria ao governo do estado. Assim como na disputa ao governo em 1990, Braga era favorito á vencer a disputa ao senado, segundo as pesquisas, mas acabou ficando em terceiro lugar, sendo derrotado pelo ex-governador José Maranhão (PMDB - 28,72%) e por Efraim Morais (20,53%), eleitos para o mandato 2003-2011.

### Eleições 2006
Depois de perder a eleição em 2002, Wilson Braga ficou sem mandato por quatro anos e se alia ao grupo político do então senador José Maranhão, depois de alegar ter sofrido suposta "traição" de Cássio Cunha Lima (eleito governador) e Efraim Morais (eleito senador) seus companheiros de chapa no pleito daquele ano.
Em 2006, volta ao cenário político da Paraíba a disputar uma vaga para a Câmara Federal pelo PMDB, sendo eleito deputado federal com 113.557 votos para o mandato 2007-2011.

### Eleições 2010
Nas eleições de 2010, Wilson Braga decidiu retornar a Assembleia Legislativa da Paraíba para disputar mais um mandato de deputado estadual, cargo no qual exerceu de 1956 até 1967, sendo eleito com 24 752 votos para o mandato 2011-2015, com maiores votações em João Pessoa e Conceição, sua cidade natal. No ano seguinte filia-se ao PSD e, em 2014, decide não concorrer a um novo mandato.

## Morte
No dia 1º de maio de 2020, Wilson Braga foi internado com um quadro de insuficiência renal no Hospital Nossa Senhora das Neves, em João Pessoa. Morreu no dia 17 de maio em decorrência da COVID-19, nove dias depois do falecimento da esposa Lúcia Braga, vítima da mesma doença.